# Résidence A Docks
La Résidence A Docks est une cité universitaire (ou cité-U) du Havre gérée par le CROUS. Elle est la première résidence étudiante française construite à partir de conteneurs. Elle a été inaugurée le lundi 30 août 2010 par Valérie Pécresse, alors ministre de l'Enseignement supérieur.

## Description
La résidence A Docks a été implantée au Havre à la limite entre la ville et son port, rue Marceau-Prolongée, en marge du Quartier de l'Eure. Elle offre aux étudiants cent studios de 25 m2 chacun, comprenant, outre une chambre, une cuisine et une salle de bains. Chacun de ces logements est aménagé dans un conteneur, lui-même posé sur une structure métallique. De fait, les conteneurs ne sont pas superposés les uns sur les autres mais sont au contraire séparés.
Cette résidence s'inspire d'expériences similaires lancées aux Pays-Bas au milieu des années 2000 avant de s'exporter ailleurs en Europe.

## Inauguration et arguments en faveur de logement modulaire

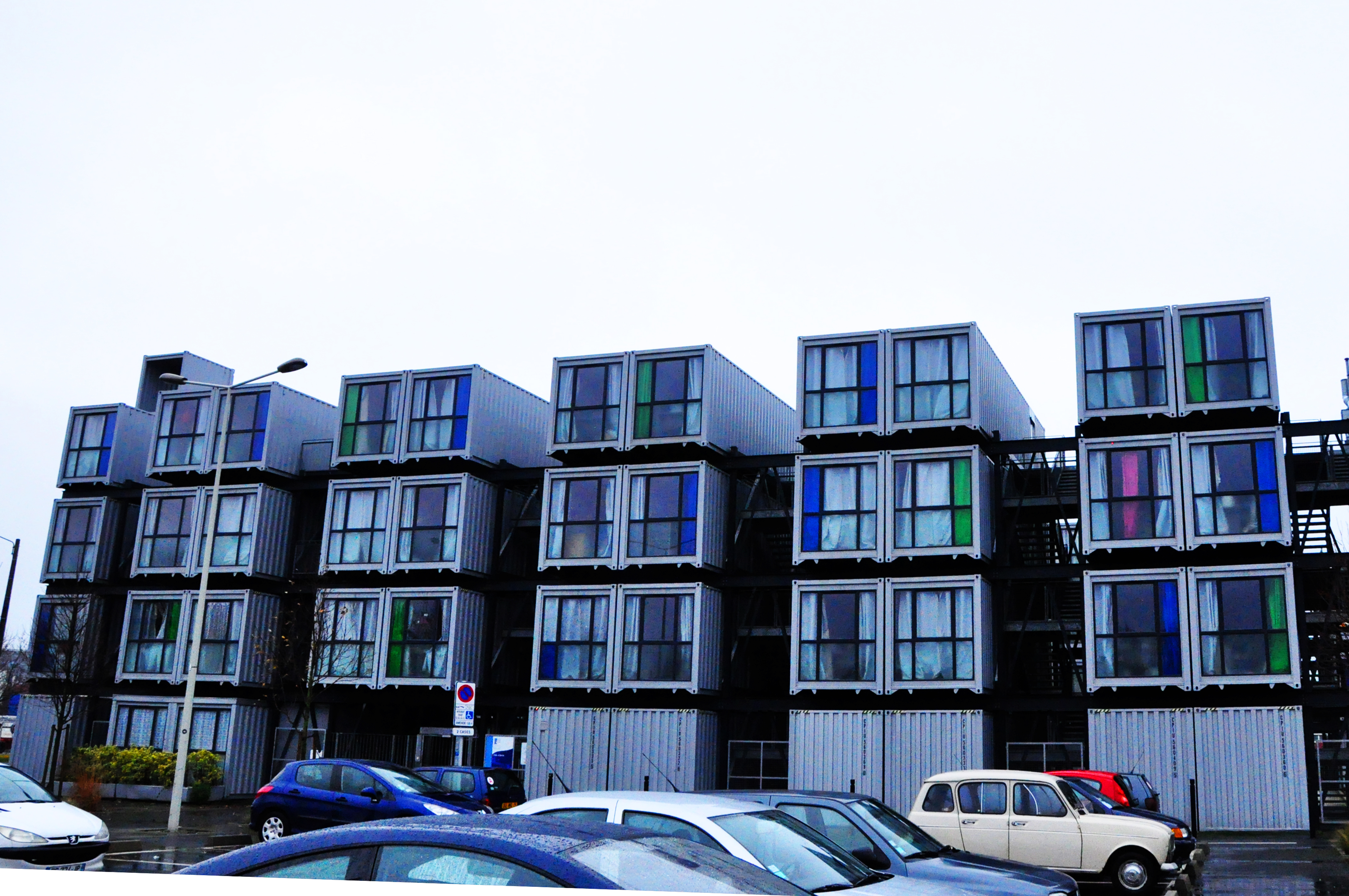
Conteneurs-logements.

Après trois mois de travaux, la résidence est inaugurée le lundi 30 août 2010 par la ministre de l'enseignement supérieur et de la recherche de l'époque, Valérie Pécresse. Alors que le nombre de logements étudiants est à l'époque insuffisant pour répondre à la demande, le logement modulaire - dont cette forme de résidences en conteneurs - apparaissent alors comme une solution pour construire vite et à moindre coût tout en offrant aux étudiants des hébergements spacieux selon les arguments de la ministre notamment.

## Polémiques
La mise en œuvre de cette résidence a fait émerger le débat sur la conteneurisation de l’habitat en France.  Au cours des années suivant son ouverture, la résidence est l'objet de polémiques largement relayées par les médias mais aussi par la section locale du syndicat étudiant Unef.

### Coût
Alors que le coût total de revient aurait dû être inférieur de 25 % à celui d'une résidence traditionnelle, il s'est avéré qu'il était en fait égal voire légèrement plus élevé (en l'occurrence : 5 millions d'euros, soit 50 000 € par studio),. L'architecte évoque pour sa part le « caractère expérimental du projet » pour justifier ce surcoût.

### Qualité des logements
De nombreux étudiants connaissent des soucis d'isolation thermique comme le relaient de nombreux médias dont Le Canard Enchaîné, Le Monde, Europe 1, Ma Chaîne étudiante… Pour sa part, la section locale de l'Unef réalise une enquête auprès de 26 résidents (soit plus d'un quart d'entre eux) dont les résultats sont publiés en ligne sur un site dédié.